# Lemmus
Lemmus là một chi động vật có vú trong họ Cricetidae, bộ Gặm nhấm. Chi này được Link miêu tả năm 1795. Loài điển hình của chi này là Mus lemmus Linnaeus, 1758.

## Hình ảnh

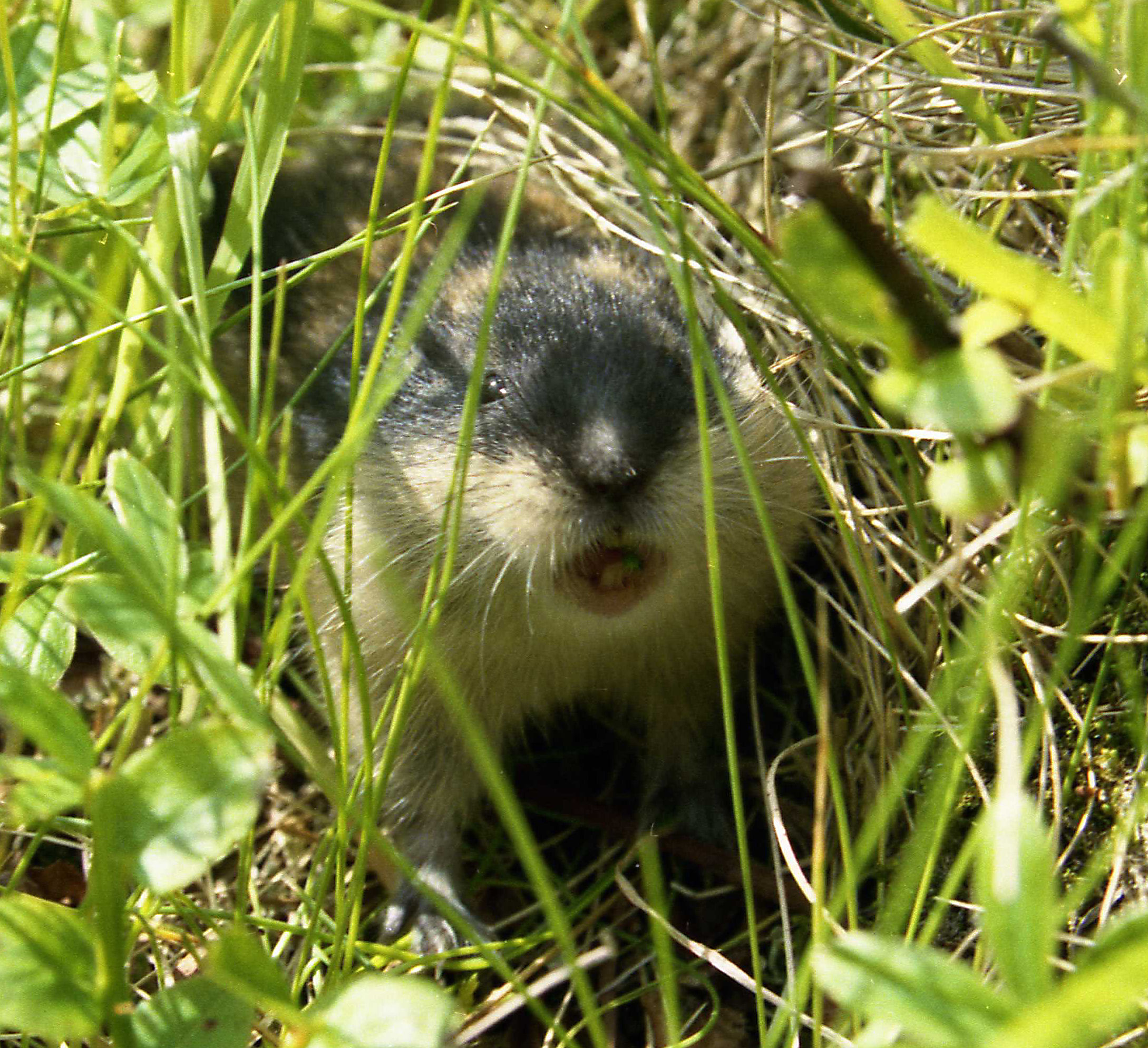
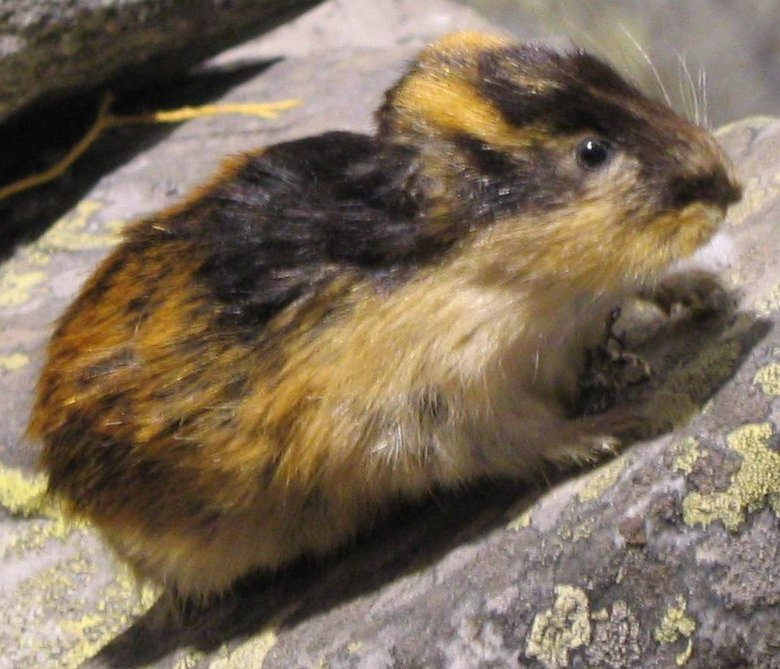
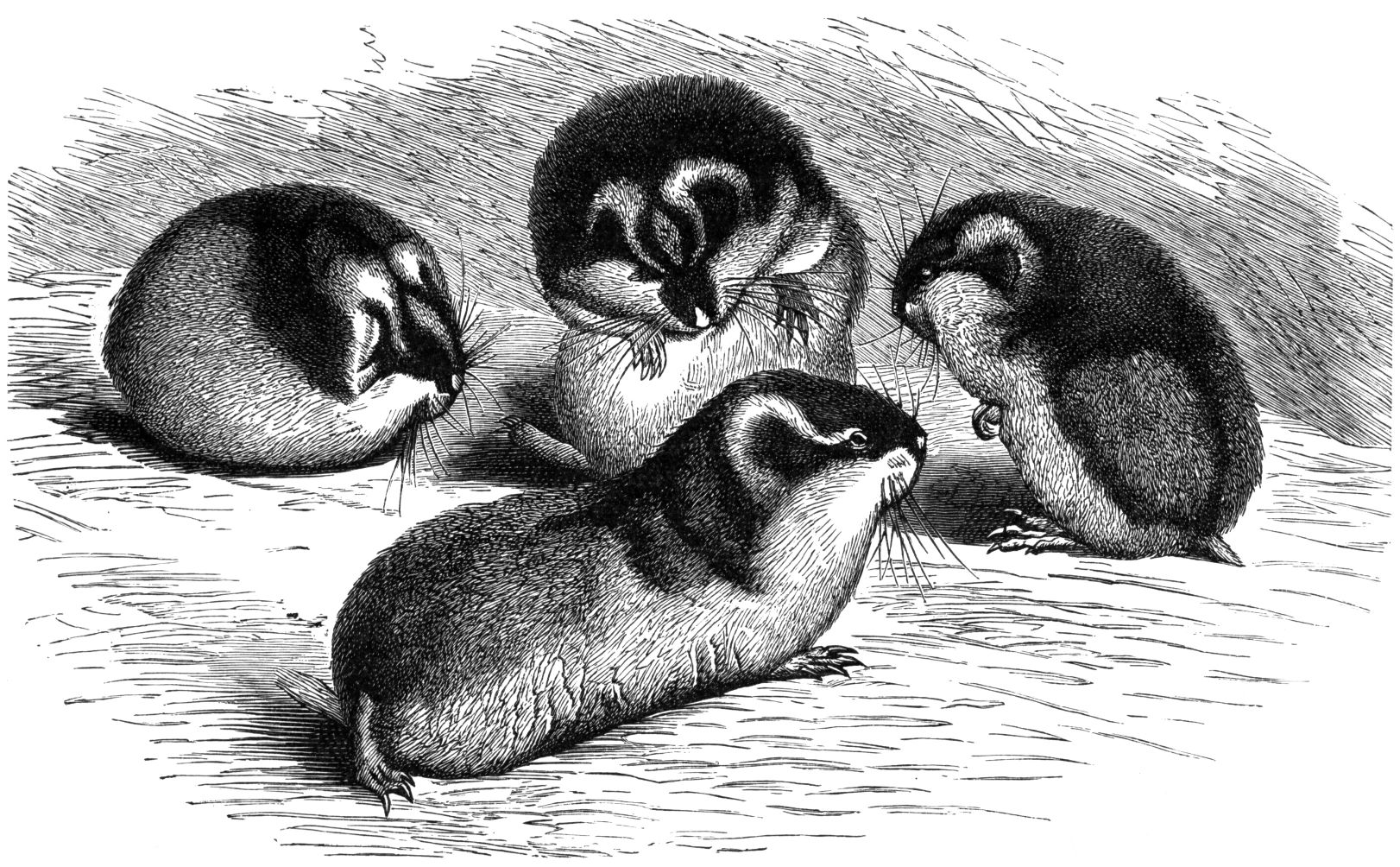

## Các loài
Chi này gồm các loài:
- Lemmus lemmus
- Lemmus portenkoi
- Lemmus sibiricus
- Lemmus trimucronatus